# Pedro Acosta (pilote moto)
Pour l’article homonyme, voir Pedro Acosta.
Pedro Acosta, né le 25 mai 2004 à Mazarrón, est un pilote de vitesse moto espagnol. Avec l'équipe Red Bull KTM Ajo, Pedro Acosta décroche le titre de champion du monde en catégorie Moto3 en 2021 et Moto2 en 2023.

## Biographie
En 2018, Acosta participe au Championnat du monde Junior Moto3. En 2019, il participe à la Red Bull MotoGP Rookies Cup, terminant deuxième et premier l'année suivante.
En 2021, Pedro Acosta rejoint l'équipe Red Bull KTM Ajo en Moto3 et réalise un excellent début de saison en gagnant trois des quatre premières courses, lors de la pause estivale, il est leader du championnat avec une avance de 48 points.
Lors du Grand Prix de Doha 2021, il devient le premier pilote à remporter une course Moto3 en partant depuis la voie des stands.
En 2022 il participe au championnat du monde de la catégorie Moto2, toujours pour l'équipe Red Bull KTM Ajo. Lors du Grand Prix d'Italie 2022, il devient le plus jeune vainqueur en catégorie Moto2 à l'âge de 18 ans et 4 jours.
Le 12 novembre 2023, alors qu'il compte sept victoires depuis le début de la saison et un total de quatorze podiums, il termine deuxième du Grand Prix moto de Malaisie Moto2, ce qui lui permet de remporter le titre en catégorie Moto2.
Il rejoint Gasgas Tech3 pour la saison 2024 de MotoGP. Pour son premier Grand Prix, il termine neuvième et marque d'entrée ses premiers points en catégorie reine. Au Grand Prix du Portugal, il profite de la chute de Maverick Viñales en fin de course pour monter sur son premier podium en MotoGP.

## Statistiques

### Par saison
(Mise à jour après le Grand Prix moto solidaire de Barcelone 2024)
| Saison | Cat.   | Moto  | Courses | Victoires | Podiums | Poles | M.tour | Pts   | Class |
| ------ | ------ | ----- | ------- | --------- | ------- | ----- | ------ | ----- | ----- |
| 2021   | Moto3  | KTM   | 18      | 6         | 8       | 1     | 1      | 259   | 1er   |
| 2022   | Moto2  | Kalex | 18      | 3         | 5       | 1     | 1      | 177   | 5e    |
| 2023   | Moto2  | Kalex | 19      | 7         | 14      | 3     | 8      | 332,5 | 1er   |
| 2024   | MotoGP | KTM   | 19      | 0         | 5       | 1     | 2      | 215   | 6e    |
| Total  |        |       | 75      | 16        | 32      | 6     | 12     | 983,5 |       |

*saison en cours

### Statistiques par catégorie
(Mise à jour après le Grand Prix moto solidaire de Barcelone 2024)
| Catégorie | Saisons   | 1er GP   | 1er Podium | 1re Victoire | Course | Victoires | Podiums | Pole | M.tours | Points | Titres |
| --------- | --------- | -------- | ---------- | ------------ | ------ | --------- | ------- | ---- | ------- | ------ | ------ |
| Moto3     | 2021      | QAT 2021 | QAT 2021   | DOH 2021     | 18     | 6         | 8       | 1    | 1       | 259    | 1      |
| Moto2     | 2022-2023 | QAT 2022 | ITA 2022   | ITA 2022     | 38     | 10        | 19      | 4    | 9       | 509,5  | 1      |
| MotoGP    | 2024-     | QAT 2024 | POR 2024   |              | 19     | 0         | 5       | 1    | 2       | 215    | 0      |
| Total     | 2021-...  |          |            |              | 75     | 16        | 32      | 6    | 12      | 983,5  | 2      |

### Courses par année
| Sais | Cat    | Moto  | 1      | 2      | 3      | 4       | 5        | 6       | 7       | 8       | 9     | 10     | 11      | 12      | 13      | 14       | 15     | 16      | 17      | 18      | 19      | 20     | 21  | 22  | Clas | Pts   |
| ---- | ------ | ----- | ------ | ------ | ------ | ------- | -------- | ------- | ------- | ------- | ----- | ------ | ------- | ------- | ------- | -------- | ------ | ------- | ------- | ------- | ------- | ------ | --- | --- | ---- | ----- |
| 2021 | Moto3  | KTM   | QAT 2  | DOH 1  | POR 1  | SPA 1   | FRA 8    | ITA 8   | CAT 7   | GER 1   | NED 4 | STY 1  | AUT 4   | GBR 11  | ARA Ab. | RSM 7    | AME 8  | EMR 3   | ALR 1   | VAL Ab. |         |        |     |     | 1er  | 259   |
| 2022 | Moto2  | Kalex | QAT 12 | IND 9  | ARG 7  | AME Ab. | POR Ab.  | ESP 20  | FRA Ab. | ITA 1   | CAT 6 | GER 2  | NED INJ | GBR INJ | AUT 4   | RSM 6    | ARA 1  | JAP 7   | THA 16  | AUS 2   | MAL Ab. | VAL 1  |     |     | 5e   | 177   |
| 2023 | Moto2  | Kalex | POR 1  | ARG 12 | AME 1  | ESP 2   | FRA Ab.  | ITA 1   | ALL 1   | NED 3   | GBR 3 | AUT 2  | CAT 6   | RSM 1   | IND 1   | JPN 3    | IND 1  | AUS 9‡  | THA 2   | MAL 2   | QAT 8   | VAL 12 |     |     | 1er  | 332,5 |
| 2024 | MotoGP | KTM   | QAT 98 | POR 37 | AME 24 | ESP 102 | FRA Ab.6 | CAT 133 | ITA 53  | NED Ab. | ALL 7 | GBR 95 | AUT 13  | ARA 3   | RSM 176 | EMI Ab.5 | IND 26 | JPN Ab. | AUS DNS | THA 3   | MAL 59  | SLD 10 |     |     | 6e   | 215   |
| 2025 |        |       | THA    | ARG    | AME    | QAT     | ESP      | FRA     | GBR     | ARA     | ITA   | NED    | ALL     | TCH     | AUT     | HON      | CAT    | RSM     | JPN     | IND     | AUS     | MAL    | POR | VAL |      |       |

‡ La moitié des points est attribuée quand moins des deux tiers de la distance a été parcourue (mais au moins trois tours complets).

* Saison en cours

## Palmarès

### Victoires en Moto3: 6
| Année | Lieu du Grand Prix          | Circuit                         | Ville                |
| ----- | --------------------------- | ------------------------------- | -------------------- |
| 2021  | Grand Prix moto de Doha     | Circuit international de Losail | Doha                 |
| 2021  | Grand Prix moto du Portugal | Circuit de Portimão             | Portimão             |
| 2021  | Grand Prix moto d'Espagne   | Circuit de Jerez                | Jerez de la Frontera |
| 2021  | Grand Prix moto d'Allemagne | Sachsenring                     | Hohenstein-Ernstthal |
| 2021  | Grand Prix moto de Styrie   | Circuit de Spielberg            | Spielberg            |
| 2021  | Grand Prix moto d'Algarve   | Circuit de Portimão             | Portimão             |

### Victoires en Moto2: 10
| Année | Lieu du Grand Prix                           | Circuit                            | Ville                |
| ----- | -------------------------------------------- | ---------------------------------- | -------------------- |
| 2022  | Grand Prix moto d'Italie                     | Circuit du Mugello                 | Mugello              |
| 2022  | Grand Prix moto d'Aragon                     | Circuit Motorland Aragon           | Alcañiz              |
| 2022  | Grand Prix moto de la Communauté valencienne | Circuit de Valence                 | Valence              |
| 2023  | Grand Prix moto du Portugal                  | Autódromo Internacional do Algarve | Portimão             |
| 2023  | Grand Prix moto des Amériques                | Circuit des Amériques              | Texas                |
| 2023  | Grand Prix moto d'Italie                     | Circuit du Mugello                 | Mugello              |
| 2023  | Grand Prix moto d'Allemagne                  | Sachsenring                        | Hohenstein-Ernstthal |
| 2023  | Grand Prix moto de Saint-Marin               | Circuit Marco Simoncelli           | Misano               |
| 2023  | Grand Prix moto d'Inde                       | Circuit international Buddh        | Greater Noida        |
| 2023  | Grand Prix moto d'Indonésie                  | Circuit de Mandalika               | Lombok               |

## Vie privée
Pedro Acosta est en couple avec Desiree Piqueras (sœur du pilote Ángel Piqueras García)[réf. nécessaire].